# 엠마 모라노
엠마 마르티나 루이자 모라노(이탈리아어: Emma Martina Luigia Morano, 1899년 11월 29일 ~ 2017년 4월 15일)는 이탈리아의 슈퍼센티네리언이다. 1800년대에 태어난 세계에서 마지막 생존자였다. 이탈리아에서는 기록상 역대 최장수 기록을 가진 인물이며, 유럽에서는 잔 칼망, 뤼실 랑동, 마리아 브라냐스 모레라에 이어 역대 네 번째로 장수한 인물이며, 세계적으로는 역대 9번째로 장수한 인물이다.
| 이전 수재나 무샤트 존스 | 세계최고령자 2016년 5월 12일~2017년 4월 12일 | 이후 바이올렛 브라운 |

| 이전 마리아 레달리 | 이탈리아 최고령자 2013년 4월 2일~ 2017년 4월 15일 | 이후 마리아 주세파 로부치 |

## 같이 보기
- 장수 (수명)
- 최장수인